# 2003–2004-es magyar gyeplabdabajnokság
A 2003–2004-es magyar gyeplabdabajnokság a hetvennegyedik gyeplabdabajnokság volt. A bajnokságban négy csapat indult el, a csapatok négy kört játszottak. Az első két helyezett azonos pontszámot ért el, ezért helyosztót tartottak.

## Tabella
| #  | Csapat           | M  | Gy | D | V  | G+ | G- | P  |
| -- | ---------------- | -- | -- | - | -- | -- | -- | -- |
| 1. | Rosco SE         | 12 | 10 | 0 | 2  | 72 | 22 | 30 |
| 2. | Építők HC        | 12 | 10 | 0 | 2  | 51 | 19 | 30 |
| 3. | ARES Hungária HC | 12 | 3  | 0 | 9  | 32 | 59 | 9  |
| 4. | Olcote HC        | 12 | 1  | 0 | 11 | 17 | 72 | 3  |

* M: Mérkőzés Gy: Győzelem D: Döntetlen V: Vereség G+: Ütött gól G-: Kapott gól P: Pont

## Helyosztó
1. helyért: Rosco SE–Építők HC. Rosco SE győz.